# Louis Troll
Louis Troll (ur. 1818/1819 w Kotlarni, zm. październik 1896 w Pokoju) – niemiecki zagrodnik, ostatni sołtys Katowic.

## Życiorys
Troll pochodził z Kotlarni, z rodziny ciągacza drutu Andreasa. Do Katowic przyjechał jako młodzieniec, prawdopodobnie pod koniec lat 30. XIX wieku. 25 stycznia 1841 roku w wieku 22 lat poślubił wdowę Joannę Morcinski – zagrodniczkę, która wychowywała dwuletnią córkę. W tym czasie był pisarzem hutniczym, a dzięki temu małżeństwu mógł zostać wybrany do katowickiej rady gminnej. 
Dwukrotnie piastował funkcję sołtysa Katowic. Pierwszy raz jako sołtys wzmiankowany był najwcześniej 31 stycznia 1847 roku, natomiast najpóźniej 11 lutego 1849 roku. Sołtysem został w czasie, gdy uwłaszczono pozostałe katowickie gospodarstwa (w 1846 roku), natomiast pierwotnie pełnił swoją funkcję przez trzy lata, w czasie epidemii głodu i tyfusu (lata 1847–1848) oraz Wiosny Ludów.
Jego następcą został Kazimierz Skiba, który wzmiankowany był jako sołtys w latach 1849–1855. Był także ostatnim polskojęzycznym sołtysem Katowic, a trudnił się jako rolnik. Zmuszony został do ustąpienia bądź usunięto go z zajmowanego stanowiska. 
Na sołtysa Katowic ponownie wybrano Louisa Trolla, który wzmiankowany był na tym stanowisku po raz pierwszy 1 stycznia 1859 roku, a po raz ostatni 11 września 1865 roku, czyli w dniu, w którym Katowice uzyskały prawa miejskie. Ponowny wybór na to stanowisko wiązał się z okresem szybko zmieniającej się struktury społeczno-zawodowej Katowic w związku m.in. z doprowadzeniem kolei. W tym też okresie, 14 kwietnia 1856 roku przyjęto ustawę pozwalającą na przejęcie kontroli nad gminą przez dwór, która w efekcie dopuściła do głosu w sprawach Katowic także nowych mieszkańców.
W przeciwieństwie do Kazimierza Skiby Louis Troll utrzymywał się z zawodów typowo miejskich i był niemieckojęzyczny. On też, podobnie jak ówczesny dyrektor dóbr Friedrich Wilhelm Grundmann i lekarz Richard Holtze, był ewangelikiem. Niewykluczone też, że współpracował przy budowie katowickiego kościoła ewangelickiego.
Po nadaniu praw miejskich, pierwszym burmistrzem Katowic został oficjalnie 28 grudnia 1866 roku Louis Diebel. Louis Troll został natomiast członkiem pierwszej katowickiej Rady Miejskiej, której pierwsze obrady odbyły się 14 maja 1866 roku.
W 1867 roku Louis Troll pracował jako spedytor i mieszkał przy późniejszej ulicy Młyńskiej. 4 lutego 1876 roku zakupił działkę wraz ze stojącym na nim budynkiem pierwszego katowickiego szpitala przy ówczesnej Teichstraße 3 (późniejsza ulica Stawowa), w rejonie późniejszego placu Wilhelma Szewczyka. W 1878 roku zaczął pracę jako urzędnik w Załężu.
Zmarł pod koniec października 1896 roku w Pokoju.